# شاه نواز بوتو
شاه نواز بوتو (بالسندية: شاهه نواز ڀٽي)‏، (بالأردوية: شاہ نواز بهُٹو)‏،(8 مارس 1888 – 19 نوفمبر 1957)، هو سياسي في الهند البريطانية وعضو عائلة بوتو القاطنة لاركانا في إقليم السند أثناء عهد الهند البريطانية، والتي أصبحت جزءًا من باكستان. وهو والد ذو الفقار علي بوتو.

## أوسمته
منحت الحكومة الإمبراطورية البريطانية بوتو لقب خان صاحب"، ثم رفعته لاحقًا إلى "خان بهادور". عُيّن بوتو ضابطًا برتبة الإمبراطورية البريطانية في قائمة مرتبة الشرف لعام 1920، في عام 1930 حصل على لقب فارس، وفي 27 فبراير 1930 كرمه نائب الملك إدوارد وود في منزله في نيودلهي.

## عائلته
كان شاه نواز بوتو متزوجًا من خورشيد بيجوم والتي كان من عائلة هندوسية متواضعة، ثم تحولت من الهندوسية إلى الإسلام قبل زواجها. بينما ظل إخوانها هندوس وهاجروا في النهاية إلى الهند.
من بين أطفالهم ذو الفقار علي بوتو رئيس وزراء باكستان، وابنة تدعى ممتاز، تزوجت من العميد محمد مصطفى خان بهادور من عشيرة سيدي. توفي طفلهما الأول اسكندر بسبب إصابته بالالتهاب الرئوي في سن السابعة عام 1914، ثم توفى طفلهما الثاني عماد علي بسبب تليف الكبد عن عمر يناهز التاسعة والثلاثين عام 1953. ثم ولد ابنهما الثالث ذو الفقار علي في لاركانا.